# Ian Hughes (aktor)
Ian Hughes (ur. 8 kwietnia 1969 w Vancouver) – kanadyjsko-nowozelandzki aktor filmowy, teatralny i telewizyjny. Znany jest między innymi z roli Irolasa w filmie Władca Pierścieni: Powrót króla.

## Filmografia

### Filmy
- Drastyczne Środki jako chór#9
- Kobiety topless opowiadają o swoim życiu jako Ant
- He Died With A Felafel In His Hand jako Iain
- Władca Pierścieni: Powrót Króla jako Irolas
- Droga do Guantánamo jako przesłuchujący M15
- Wonder Woman jako niemiecki żołnierz

### Seriale
- Shortland Street jako Dog
- City Life jako Wade
- Herkules jako Calimachus/Loki
- Duggan jako Devon Gopnick
- Xena: Wojownicza Księżniczka jako Diomedes/Melas/Mac
- Power Rangers Ninja Storm jako Perry
- Nothing Trivial jako Vern
- Go Girls jako Malcolm
- The Brokenwood Mysteries jako Roger Harrington

### Głosy
- Power Rangers Furia Dżungli jako Badrat
- Power Rangers Ninja Steel jako Hacktrack/Slogre